# Коноваловка (приток Туры)
Коноваловка — река в Свердловской области России. Устье реки находится в 596 км по правому берегу реки Тура (оз. без названия № 1070). Длина реки составляет 15 км.

## Данные водного реестра
По данным государственного водного реестра России относится к Иртышскому бассейновому округу, водохозяйственный участок реки — Тура от впадения реки Тагил и до устья, без рек Тагил, Ница и Пышма, речной подбассейн реки — Тобол. Речной бассейн реки — Иртыш.
Код объекта в государственном водном реестре — 14010502312111200005995.